# Zilverpunthaai
De zilverpunthaai (Carcharhinus albimarginatus) is een haai uit de familie van de requiemhaaien.

## Kenmerken
De zilverpunthaai wordt gekenmerkt door zilverwitte punten op alle vinnen en wordt ongeveer 2 tot 2,5 meter lang en dient niet te worden verward met de witpuntrifhaai en witpunthaai.

## Natuurlijke omgeving
De zilverpunthaai komt voor in :
- Het westen van de Indische Oceaan in de Rode Zee en bij Oost-Afrika, inclusief Madagaskar, Seychellen, Aldabra Groep, Mauritius en de Chagosarchipel,
- Het westen van de Grote Oceaan, ten zuiden van Japan tot het noorden van Australië en Frans-Polynesië,
- Het midden van het oosten van de Grote Oceaan van het zuiden van de Baja California (Mexico) tot Colombia, inclusief de Cocos, Galapagos en Revillagigedo-eilanden.

Hij komt voor in afgelegen rifgebieden en grotere dieptes.

## Relatie met de mens
Hoewel de haai als ongevaarlijk wordt beschouwd, gebeurt het soms dat hij duikers benadert en zich daarbij agressief gedraagt. Veel haaisoorten in de Rode Zee worden momenteel in hun voortbestaan bedreigd door visserij en finning (het afsnijden van haaienvinnen voor de consumptie).

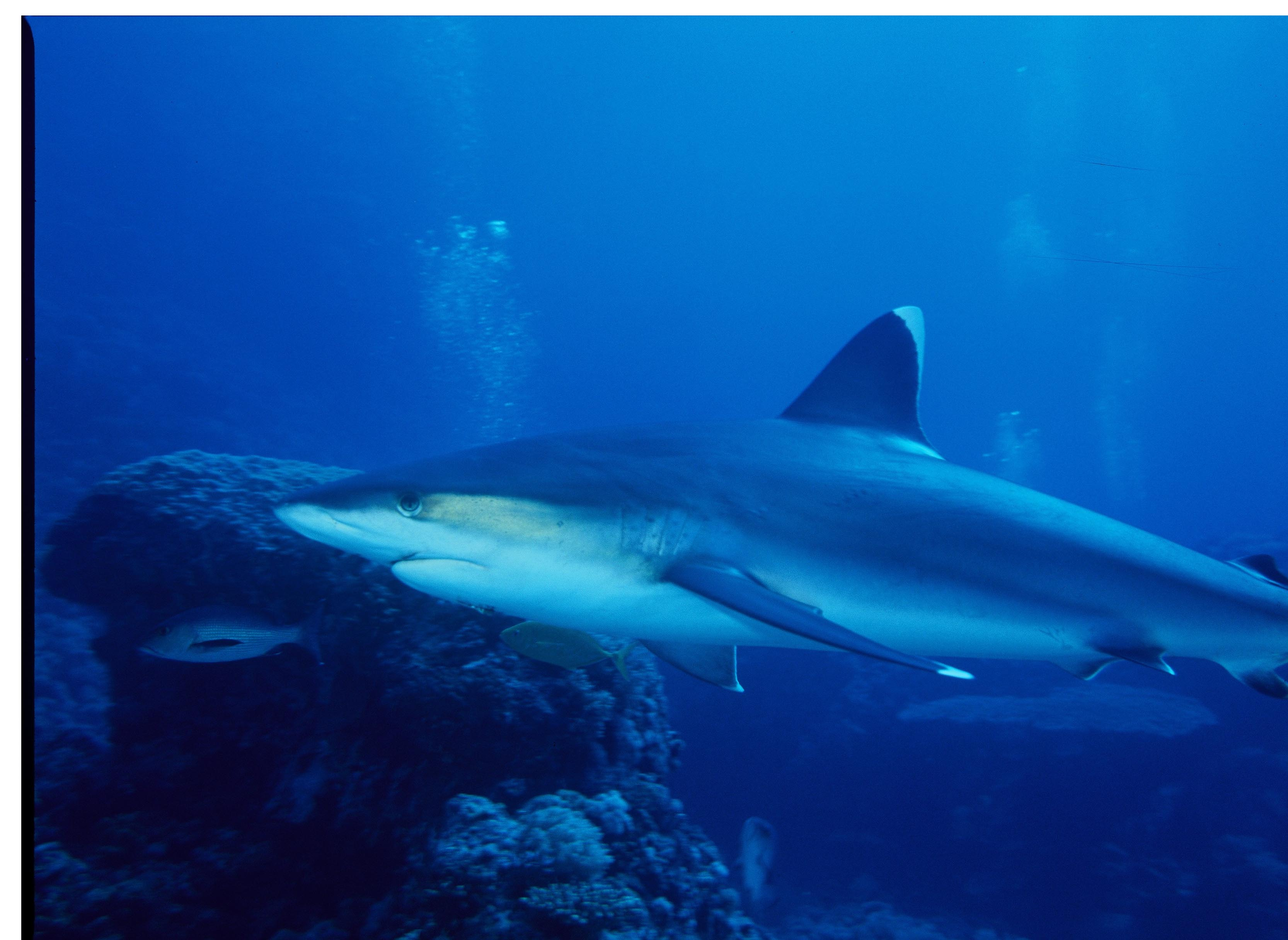
Zilverpunthaai. Gefotografeerd in de Rode Zee (Shab Rumi, Soedan)

## Synoniemen
- Carcharhinus platyrhynchus - (Gilbert, 1892)[6]
- Carcharias albimarginatus - Rüppell, 1837[2]
- Eulamia albimarginata - (Rüppell, 1837)[2]
- Eulamia platyrhynchus - Gilbert, 1892[6]

Zwartsnuithaai (C. acronotus) · Zilverpunthaai (C. albimarginatus) · Grootsnuithaai (C. altimus) · Sierlijke haai (C. amblyrhynchoides) · Grijze rifhaai (C. amblyrhynchos) · Varkensooghaai (C. amboinensis) · Borneohaai (C. borneensis) · Koperhaai (C. brachyurus) · Tolhaai (C. brevipinna) · Nerveuze haai (C. cautus) · Pacifische kleinstaarthaai (C. cerdale) · Witwanghaai (C. dussumieri) · Zijdehaai (C. falciformis) · Kreekhaai (C. fitzroyensis) · Galapagoshaai (C. galapagensis) · Pondicherryhaai (C. hemiodon) · Fijntandhaai (C. isodon) · Gladtandzwarttiphaai (C. leiodon) · Stierhaai (C. leucas) · Zwartpunthaai (C. limbatus) · Oceanische witpunthaai (C. longimanus) · Hardsnuithaai (C. macloti) · C. macrops · Zwartpuntrifhaai (C. melanopterus) · Schemerhaai (C. obscurus) · Caribische rifhaai (C. perezii) · Zandbankhaai (C. plumbeus) · Atlantische kleinstaarthaai (C. porosus) · Zwartstiphaai (C. sealei) · Nachthaai (C. signatus) · Vlekstaarthaai (C. sorrah) · Australische zwartpunthaai (C. tilstoni)